# Белас, Йозеф
Йозеф Белас (чеш. Jozef Belas) (1 декабря 1920 — 14 октября 1974) — участник коммунистического восстания 1948 года, чехословацкий генерал, член Коммунистической партии Словакии, Национального собрания Чехословакии и Федерального собрания.

## Биография
Во время Словацкого национального восстания воевал в рядах партизанского отряда имени Чапаева. Затем воевал в составе 1-го Чехословацкого армейского корпуса.
В апреле 1947 года он стал лейтенантом. В 1949-1953 годах обучался в Военно-политической академии имени В. И. Ленина в Москве и получил звание майора 15 января 1953 года. 13 февраля 1954 произведён в подполковники. В 1955–1956 годах служил заместителем начальника организационно-инструкторского управления Главного политического управления Чехословацкой народной армии. 6 мая 1962 года был произведён в полковники и занял пост начальника политического отдела Высшей военно-воздушной академии в Кошице. На выборах 1964 года был избран в Национальное собрание Чехословакии от Восточно-Словацкой области. Был депутатом Национального собрания.
В мае 1971 года был повышен в звании до генерал-майора. В то время он значился руководителем военно-политического факультета и заместителем ректора Военной академии имени Антонина Запотоцкого в Братиславе.  Был депутатом Народной палаты Федерального собрания.
Был женат на Валентине Беласовой (девичья фамилия неизвестна), советской гражданке, с которой познакомился во время учёбы в СССР (в браке было двое детей). Во время Пражской весны, 23 августа 1968 года, в городе Кошице протестующие расклеили плакаты с перечислением имён и адресов «сторонников оккупации», в том числе и Йозефа Беласа. 48-летняя Валентина увидела такой плакат и попыталась сорвать, опасаясь за жизнь сыновей, но была опознана и схвачена толпой. Разъярённые протестанты сорвали с неё одежду, измазали красной краской и водили по улицам города полностью обнажённой, на глазах зевак, в присутствии её малолетних детей. В СССР была полуофициально известна версия, что толпа намеревалась её линчевать, положив под трамвай, но достоверность этой версии сомнительна, так как источник её неизвестен, а ни трамваи, ни троллейбусы тогда уже не ходили. Неравнодушные люди отбили женщину и спрятали у себя дома. Физически она никак не пострадала. Впоследствии зачинщики самосуда были осуждены к длительным срокам заключения (в том числе их главарь Войтех Пастор — к 7 годам)
В 1974 году Феро Фенич, тогда студент факультета кино и телевидения Академии музыкальных искусств в Праге, а ныне известный режиссер-документалист, снял фильм об этом событии под названием «Человечина» (Človečina).